# Ernie Mills
Ernest Victor Mills (10 de abril de 1913 — 1972), vulgarmente conhecido como Ernie Mills, foi um ciclista amador britânico que correu durante os anos 30 do século XX.
Em 1936, ele participou dos Jogos Olímpicos de Berlim, onde ganhou uma medalha de bronze na prova de perseguição por equipes, formando uma equipe com Harry Hill, Ernest Johnson e Charles King.